# 藤崎詩織
藤崎詩織是科樂美第一套戀愛模擬遊戲《純愛手札》的女主角，也是《純愛手札》看板娘及《純愛手札系列》唯一虛擬偶像。

## 提要
藤崎詩織是《純愛手札》男主角的青梅竹馬，她家位於男主角家隔壁。她是一個美麗端莊、品學兼優（包括體育）的女主角，是光輝高中（きらめき高等学校） 的校花。在《純愛手札》原始設定中，玩家可以自行設定她的生日、星座與血型，未自行設定時則以亂數決定此三者；將她的生日代入數學公式「（月{\displaystyle \times }4{\displaystyle +}日）{\displaystyle \div }11」計算所得之餘數，決定她將加入哪一個社團：
| 餘數 | 加入的社團 |
| ---- | ---------- |
| 0    | 文藝社（文芸部） |
| 1    | 電腦社（電脳部） |
| 2    | 棒球社（野球部） |
| 3    | 游泳社（水泳部） |
| 4    | 話劇社（演劇部） |
| 5    | 美術社（美術部） |
| 6    | 足球社（サッカー部） |
| 7    | 籃球社（バスケ部） |
| 8    | 科學社（科学部） |
| 9    | 管樂社（吹奏楽部） |
| 10   | 網球社（テニス部） |
在《純愛手札POCKET》（ときめきメモリアルPOCKET）中，藤崎詩織加入的社團是以亂數決定。
藤崎詩織是《純愛手札》的看板娘，《純愛手札 〜forever with you〜》各版本的選單畫面導覽員是她，《純愛手札 〜forever with you〜》SEGA Saturn版特別版外盒的封面人物是她，《純愛手札 交給我你的心》（ときめきメモリアル 〜おしえてYour heart〜）各版本的選單畫面導覽員是她，《純愛手札 打字遊戲》（ときめきメモリアルタイピング）各版本的選單畫面導覽員也是她。《純愛手札 〜forever with you〜》Windows 95／98中文版上市時，中文版發行商華義國際曾經使用她與中文版台灣區代言人林曉培合照的等身大廣告板。
在《純愛手札》中，藤崎詩織的日語配音員是金月真美，韓語配音員是。
在《純愛手札 Private Collection》（ときめきメモリアル プライベートコレクション）中，藤崎詩織的生日是5月27日，血型是A型，星座是雙子座；她的生日被設定為5月27日，是因為《純愛手札》PC Engine版發售日期是1994年5月27日。《純愛手札 〜forever with you〜》中，她的生日設定範圍是1979年度（1979年4月2日至1980年4月1日）；本來應該包含在內的1980年2月29日，因為1980年是閏年，無法設定為生日。
藤崎詩織的缺點是不擅長與男性交往，且不擅長烹飪；在《純愛手札》原始設定中，畢業旅行時，她親手做的料理讓男主角食物中毒。在《純愛手札》原始設定中，玩家若想讓她對自己示愛，必須讓自己在各方面都是第一流；也就是玩家要把男主角的能力值全都提升到130以上，而且她對男主角的好感度也要夠高；當男主角能力值不夠高，或是她對男主角的好感度不夠高，她會以相當冷淡的態度對待男主角，例如放學後婉拒與男主角一起回家。玩家必須注意的是，絕對不能認為「我只喜歡詩織，所以我不能與別的女生在一起」；否則會被其他女性角色批評為「對女生冷淡的人」，無法提升好感度。 由於她是《純愛手札》看板娘、也是光輝高中的校花，《純愛手札》開發團隊不希望她太容易被示愛成功，所以設下如此高的門檻；如果她太容易被示愛成功，則既欠缺挑戰性、也太不符合現實。所以在《純愛手札》玩家之間，她被稱為「高嶺之花」，意指她太難被示愛成功。當她對男主角的好感度夠高，則男主角已經是《純愛手札》全部女性角色眼中的「萬人迷」，結果就是在「傳說之樹」（光輝高中後院的大樹）下向男主角告白者往往不是她、而是其他女性角色，所以她被《純愛手札》開發團隊稱為「最終魔王」（ラスボス）。在《OVA純愛手札》中，最主要的劇情是她如何發現自己對男主角的好感。
在《純愛手札》電影版中，藤崎詩織是《純愛手札》全部女性角色之中唯一登場的人，由吹石一惠扮演；但與《純愛手札》原始設定不同的是，在電影版中，她比男主角鈴木昭彥小2歲，而且只是女配角。在《純愛手札》廣播劇CD中，若她看見男主角與其他女性角色親暱，她會妒忌。在《純愛手札 Drama Series》（ときめきメモリアルドラマシリーズ）中，能見到她的領導能力——領導「文化祭實行委員會」做好文化祭的準備工作。這些都是《純愛手札》原始設定所沒有的。
在《純愛手札 Drama Series》第1集《虹色青春》（ときめきメモリアルドラマシリーズVol.1 虹色の青春）中，藤崎詩織的髮箍、虹野沙希的便當與鏡魅羅的耳環被列為「光輝高中三神器」。在《純愛手札 Drama Series》第3集《啟程之詩》（ときめきメモリアルドラマシリーズVol.3 旅立ちの詩）中，詩織與館林見晴都是女主角。在《純愛手札2 Substories》第3集《Memories Ringing On》（ときめきメモリアル2 Substories ～Memories Ringing On～）中，詩織與見晴都是玩家可攻略的隱藏人物。在《純愛手札4》（ときめきメモリアル4）中，詩織是皋月優（皐月優）的親戚。

## 影響
科樂美其他遊戲軟體
1994年12月16日，《大盜五右衛門3》上市，藤崎詩織客串「大江戶旅遊」（大江戸ツーリスト）櫃台小姐詩織（しおり），配音員同樣是金月真美。
1997年9月25日，《KONAMI GB 精選集 VOL.1》上市，藤崎詩織擔任選單畫面導覽員。
2000年6月29日，《Bishi Bashi Special 3》（ビシバシスペシャル3 〜ステップチャンプ〜）上市，其中的小遊戲〈買啦～！買啦～！爸爸買啦～！〉（買って〜！買って〜！パパ買って〜！），三個男孩（玩家）要比誰最快跺腳哭鬧到極點，贏者能拿到爸爸買的一顆足球或一隻藤崎詩織人偶。
2011年4月21日，《少女巡航艦X》（オトメディウスX）上市，藤崎詩織擔任第5關的魔王，頭髮是紅色，制服是黑色，配音員同樣是金月真美。
2017年3月3日，《超級轟炸超人R》上市，藤崎詩織是商店中可購買的角色之一。
其他
在《純愛手札系列》全部女性角色之中，藤崎詩織是唯一獲得科樂美培養為虛擬偶像的人：1996年至2002年，科樂美設立詩織官方後援會「詩織之友」（Shiori Mate），總計發行官方季刊33期。2002年，隨著《純愛手札 Girl's Side》上市，詩織之友改為《純愛手札系列》官方後援會「Tokimeki Club」。2006年12月，Tokimeki Club解散。
1996年11月1日，科樂美在「PlayStation Expo 96－97」舉辦藤崎詩織專屬記者會，宣布詩織成為虛擬歌手。
1997年3月23日，東映總部舉辦《純愛手札》電影版宣傳記者會，宣布日本職棒大阪近鐵野牛二軍教練吹石德一的女兒、奈良縣香芝市立香芝中學校二年級學生吹石一惠扮演藤崎詩織。
1998年，日本同人十八禁動畫製作者Shane（シェーン）非法使用《純愛手札》遊戲片尾曲部分片段與藤崎詩織造型製作十八禁動畫《尷尬幻想》（どぎまぎイマジネーション），描寫詩織的性交；科樂美得知此事，認為該部動畫構成著作權侵權行為、且嚴重破壞詩織的清純形象，故決定提起訴訟。1998年7月10日，科樂美向東京地方裁判所控告Shane及該部動畫販賣者赤紙堂，請求損害賠償、道歉廣告與停止販賣該部動畫。1999年6月9日，東京地方裁判所判決，科樂美勝訴。
1998年5月22日，日本配音員栗林三枝（栗林みえ）以「栗林三枝 with 藤崎詩織」（栗林みえ with 藤崎詩織）名義發行的單曲CD《Say Hello!》（Say Hello!）上市，是栗林三枝第二張單曲CD，由King Records發行及總經銷，King Records編號KIDS7604。
1998年10月20日，科樂美與捷比漫畫圖書（後改名捷比漫畫科技）簽約，捷比漫畫圖書成為科樂美精品世界（こなみるく）台灣代理商，科樂美精品世界進駐捷比漫畫圖書旗下「捷比漫畫便利屋」（JB Comic Fun House）各分店。 科樂美精品世界在台灣發行的第一本中文商品目錄《Konami Official Book》正式使用「純愛手札」名稱，封面廣告詞：「詩織正式向您問候！更便利、更便宜的純愛品登台！」
2000年，日本職棒廣島東洋鯉魚選手森笠繁於《週刊Baseball》（週刊ベースボール）選手名鑑的「偏愛的女性類型」欄位，寫的是藤崎詩織；從此，森笠繁被取了一個綽號「Tokimekime森笠」（ときめきメ森笠（ときめきメもりかさ））。
秋本治的漫畫《烏龍派出所》中有一個惡搞《純愛手札》而來的戀愛模擬遊戲《心動時分日記本》（どきどきメモリアル），其女主角早乙女沙織是戲仿藤崎詩織。沙織與詩織的不同點：①沙織的配音員是菊池穗，詩織的配音員是金月真美；②沙織的髮色是綠色，詩織的髮色是紅色；③兩人制服配色不同。
原作、作畫的漫畫《漫畫心療系》中有一個只登場一頁且無台詞的女配角藤鷺詩織（藤鷺詩織（ふじさぎ しおり）），明顯戲仿藤崎詩織，但沒畫臉，也沒畫髮箍。
大島永遠的漫畫《女子高生 Girl's-Live》中，西園寺紗里奈說，女性約會的小秘訣之一：對男性打招呼時，不是從男性身後、而是繞到男性前面冒出頭，稱為「藤崎詩織姿勢」。

## 衍生作品

### 個人唱片
下列唱片皆是藤崎詩織的角色歌唱片，皆是King Records總經銷。唱片名稱以各唱片封面標示為準，均無官方中文譯名。
單曲CD
- 《告訴我 Mr. Sky／與風同行》（教えてMr.Sky／風と一緒に行こう），科樂美株式會社1996年12月5日發行，King Records編號KIDA7618，科樂美編號LM023。
- 《不終止的回憶／不要停止悸動》（終わらないメモリー／鼓動を止められなくて），科樂美株式會社1997年9月26日發行，King Records編號KIDA7635，科樂美編號LM039。
- 《再吻一次吧／在夢中擁抱》（もう一度キスしよう／夢を抱きしめていて），科樂美株式會社1998年3月4日發行，King Records編號KIDA7641，科樂美編號LM050。
- 《幸福的想像》（幸せのイメージ），科樂美株式會社1999年3月5日發行，King Records編號KIDA7653，科樂美編號LM068。
- 《想要在一起／風在胸中》（いっしょにいたいから／風になってその胸に），科樂美音樂娛樂1999年11月3日發行，King Records編號KMDA1，科樂美編號LM071。

錄音室專輯CD
- 《我的甜蜜情人節》（My Sweet Valentine），科樂美株式會社1997年2月14日發行，King Records編號KICA7753，科樂美編號LC206。
- 《回憶》（Memories），科樂美株式會社1997年11月6日發行，King Records編號KICA7812，科樂美編號LC254。
- 《風之扉》（風の扉），科樂美株式會社1999年4月2日發行，King Records編號KICA7961，科樂美編號LC405。

精選輯CD
- 《永遠陪著你》（forever with you），科樂美音樂娛樂1999年12月3日發行，King Records編號KMCA38，科樂美編號LC445。

### 遊戲軟體
- 《純愛手札 Selection 藤崎詩織》（ときめきメモリアル Selection 藤崎詩織），科樂美株式會社發行，分為PlayStation版與SEGA Saturn版，1997年3月27日同時上市，PlayStation版編號VX056-J1（SLPM86029）。

### 畫集
- 《藤崎詩織複製原畫集 Message》（藤崎詩織ポートレート集 Message），NTT出版1997年2月出版，ISBN 978-4871888516。